# Golden syrup
Il golden syrup (dall'inglese "sciroppo dorato") è zucchero invertito in cui, durante il processo di lavorazione, è stata lasciata della melassa bruna originata dal processo di raffinazione della canna da zucchero o del succo di barbabietola da zucchero, o tramite il trattamento di una soluzione di zucchero con acido. Il golden syrup ha un colore ambrato e un sapore forte. Oltre a costituire un ingrediente per dolci diffuso nel Regno Unito e negli Stati Uniti d'America, questo tipo di sciroppo funge spesso come valido sostitutivo del miele.

## Storia
Nel 1863, il proprietario di una cooperativa di nome Abram Lyle entrò in possesso della Glebe Sugar Refinery di Greenock in cambio di un debito. Lyle inventò uno sciroppo e sottoprodotto della raffinazione dello zucchero, che veniva venduto a buon mercato come cibo per suini. In seguito, l'imprenditore decise di modificare la ricetta dell'alimento in modo da adattarla al consumo umano e, grazie ad essa, riuscì a espandere la sua azienda a Londra.
Nel 1883, Charles Eastick, un chimico inglese della raffineria Abram Lyle & Sons di Plaistow (Londra), perfezionò ulteriormente il metodo di raffinazione dello zucchero per la preparazione di confetture e dolcificanti. Grazie ai loro esperimenti, John e suo fratello Charles Eastick riuscirono a trasformare la melassa, che era sempre stata fino a quel momento un sottoprodotto residuo della raffinazione dello zucchero, in uno sciroppo appetibile che aveva la consistenza, il colore e la dolcezza del miele. Il prodotto risultante fu commercializzato per la prima volta nel 1885 e fu nominato "golden syrup". Tuttavia, il termine "sciroppo d'oro" in relazione alle melasse era già stato adottato una volta nel 1840 dal South Australian, un giornale di Adelaide.
I barattoli di golden syrup della Lyle recano l'immagine della carcassa di un leone e di uno sciame di api che ronzano intorno ad essa. Lo slogan che appare in queste confezioni è "Dalla forza è emersa la dolcezza", un riferimento biblico al capitolo 14 del Libro dei Giudici. In tale scritto, Sansone uccise un leone mentre viaggiava nella terra dei Filistei in cerca di una moglie. Quando egli passò nello stesso punto al suo ritorno, l'eroe notò che uno sciame di api aveva formato un favo di miele nella carcassa della bestia. In seguito, durante un matrimonio, Sansone formulò un indovinello basandosi su questa esperienza: "Da colui che mangia è venuto fuori cibo. Dal forte è uscito qualcosa di dolce?". Sebbene non sia chiaro il perché sia stata scelta questa veste grafica, alcuni sostengono che il motivo sia da ricondurre al fatto che Abram Lyle fosse un uomo profondamente religioso. Altri pensano che il leone alluda alla "forza" della compagnia Lyle o alla resistenza delle scatole in cui viene venduto lo sciroppo. Il marchio e la confezione del Lyle Golden Syrup, che sono ritenuti i più antichi in assoluto, divennero marchi registrati nel 1904 e, nel 1911, l'azienda che li produceva fu premiata con il Royal Warrant.
Nel 1921, la Lyle si fuse con la Tate, un'azienda di raffinazione dello zucchero fondata nel 1859 da Sir Henry Tate, e dalla loro unione nacque la Tate & Lyle. Nel 2010 la Tate & Lyle vendette la sua raffineria dello zucchero e il suo business del golden syrup all'American Sugar Refining.

## Produzione

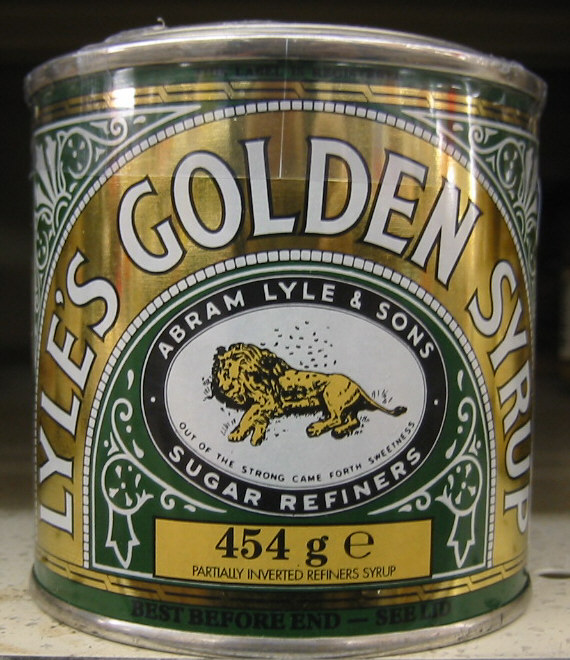
Barattolo di golden syrup della Lyle

Inizialmente, lo sciroppo di raffineria è un composto a base di saccarosio e ad alto contenuto di brix, composto da zucchero bianco e acqua finalizzato ad allentare la melassa essiccata presente sui cristalli di zucchero greggio. Il contenuto di saccarosio saturo presente nello sciroppo "verde" iniziale impedisce ai cristalli di zucchero di dissolversi durante il processo di lavaggio. Lo scopo è quello di mescolare lo sciroppo verde con cristalli di zucchero grezzo per formare un "magma" con una percentuale dell'8/10% di umidità a circa 60/65 gradi centigradi, che viene poi lavato con acqua in una centrifuga. Dopo il primo lavaggio, che prende il nome di "affinazione", la melassa "lavata via" si combina con lo sciroppo di saccarosio per generare lo sciroppo di ritorno dei raffinatori, che viene generalmente riutilizzato più volte fino a quando non si ritiene macerato. Lo sciroppo di ritorno di proprietà delle raffinerie viene venduto ai produttori per la produzione del golden syrup o viene inviato a una sezione di recupero della raffineria, spesso chiamata casa di rifusione o sezione di bollitura. Qui viene riscaldato affinché cristallizzi e ne venga recuperato il saccarosio, che viene riportato allo stadio di affinazione. Lo sciroppo macerato finale rimasto dopo il processo di recupero (la melassa) viene successivamente venduto.

## Proprietà
Il golden syrup è un fluido newtoniano. La sua densità è di circa 1430 kg·m−3 a temperatura ambiente, e la sua viscosità è di 100 Pa·s.